# Melanodera
Melanodera là một chi chim trong họ Thraupidae.